# Jonathan Littell
Jonathan Littell (ur. 10 października 1967 w Nowym Jorku) – pisarz francuski amerykańskiego pochodzenia. 

## Biografia
Urodził się w rodzinie żydowskiej. Jego przodkowie, o nazwisku Lidsky, opuścili Polskę w końcu XIX wieku, po pogromach w wyniku zamachu na cara Aleksandra II. Jego ojcem jest pisarz Robert Littell, autor powieści szpiegowskich. Od trzeciego roku życia mieszkał i kształcił się we Francji. Ukończył studia na Uniwersytecie Yale. Obecnie mieszka w Barcelonie.
W latach 1994–2001 pracował w międzynarodowej organizacji humanitarnej Action Internationale Contre la Faim. 
Littel opublikował we Francji w 2006 Les Bienveillantes (Éditions Gallimard), wyd. polskie: Łaskawe, WL, Kraków 2008. Powieść opowiada historię-wspomnienia służącego na froncie wschodnim II wojny światowej fikcyjnego oficera SS Maximiliana Aue. Les Bienveillantes cieszyła się dużą popularnością – w ciągu pierwszych 6 tygodni sprzedało się ok. 280 tys. egzemplarzy.
Książka zdobyła najbardziej prestiżową francuską nagrodę literacką – Nagrodę Goncourtów (za rok 2006) oraz wiele innych francuskich wyróżnień, m.in. nagrodę Akademii Francuskiej. Chociaż oceny krytyków nie zawsze były jednoznaczne, o czym świadczyć może nagroda Bad Sex in Fiction Award z 2009. W roku 2018 otrzymał Prix Sade za powieść Stara historia. Nowa wersja.
Jego wcześniej opublikowane prace to powieść cyberpunkowa Bad Voltage (1989, wydawca Signet Books) i raport wywiadowczy na temat organów bezpieczeństwa Federacji Rosyjskiej.

## Lista prac
- 1989 - Bad Voltage
- 2006 - Les Bienveillantes (wyd. polskie Łaskawe, Wydawnictwo Literackie 2008)
- 2006 - The Security Organs of the Russian Federation. A Brief History 1991-2004
- 2008 - Le Sec et L'Humide (wyd. polskie Suche i wilgotne, Wydawnictwo Literackie 2009)
- 2008 - Études
- 2008 - Georgisches Reisetagebuch
- 2009 - Récit sur Rien
- 2009 - Tchétchénie, An III (wyd. polskie Czeczenia. Rok III, Wydawnictwo Literackie 2011)
- 2010 - En Pièces
- 2011 - Triptyque Bacon
- 2011 - The Invisible Enemy
- 2012 - Carnets de Homs (wyd. polskie Zapiski z Homs, Wydawnictwo Literackie 2013)
- 2018 - Une vielle histoire. Nouvelle version (wyd. polskie Stara historia. Nowa wersja, przeł. Jacek Giszczak, Wydawnictwo Literackie 2019)